# Conselheiro de Estado de Myanmar
O Conselheiro de Estado de Myanmar (birmanês: နိုင်ငံတော်၏ အတိုင်ပင်ခံပုဂ္ဂိုလ်) é uma posição dentro do Governo de Myanmar. O cargo foi criado em 6 de abril de 2016 para permitir um maior papel de Aung San Suu Kyi no governo. A Liga Nacional pela Democracia, de Aung San Suu Kyi, obteve uma vitória esmagadora nas eleições gerais de Myanmar em 2015, mas devido a constituição do país, Suu Kyi foi impedida de se tornar a Presidente de Myanmar.  A constituição de Myanmar não permite acesso ao cargo presidencial às pessoas que têm filhos de nacionalidade estrangeira.
O projeto de lei para criar o cargo de Conselheiro de Estado foi aprovado na câmara alta em 1 de abril de 2016, na câmara baixa em 5 de abril de 2016 e assinado pelo Presidente Htin Kyaw em 6 de abril de 2016.

## Funções e responsabilidades
O cargo de Conselheiro de Estado é semelhante ao de um Primeiro-Ministro, que permite seu titular trabalhar em todas as áreas de governo e atuar como um elo entre o executivo e legislativo. O titular do cargo serve na função por um prazo equivalente ao do atual Presidente de Myanmar.

## Lista de Conselheiros de Estado
| № | Retrato | Nome (Nascimento-Morte)  | Duração do mandato | Duração do mandato     | Duração do mandato | Partido Político              | Gabinete | Gabinete | Assembleia |
| № | Retrato | Nome (Nascimento-Morte)  | Tomou Posse        | Deixou o Cargo         | Dias               | Partido Político              | Gabinete | Gabinete | Assembleia |
| - | --- | ------------------------ | ------------------ | ---------------------- | ------------------ | ----------------------------- | -------- | -------- | ---------- |
| 1 | | Aung San Suu Kyi (1945–) | 6 de abril de 2016 | 1 de fevereiro de 2021 | 1762               | Liga Nacional pela Democracia | II       | LND—Mil. | 2 (2015)   |
| 1 | Antes de ser destituída do cargo pelo golpe de Estado em 1 de fevereiro de 2021, Aung atuou simultaneamente como Ministra de Negócios Estrangeiros e Ministra do Gabinete do Presidente. | Aung San Suu Kyi (1945–) |                    |                        |                    |                               |          |          |            |